# 李德美 (成化進士)
李德美（1451年1月1日—16世紀），字克美，號道軒，福建興化府莆田縣人，民籍，明朝政治人物。進士出身。

## 生平
李德美在景泰元年十一月三十日出生，行五，早年出身國子生，成化十年（1474年）甲午科福建鄉試第四十七名。十四年（1478年）參加戊戌科會試第一百五十七名，殿試登進士第二甲第五十名，獲授戶部員外郎，外任冀州知州，整修地方建設，荒年賑災、勸善興學，又修輯縣志，人稱「福建立李」。
成化二十三年（1487年），朝廷陞李德美為廣西按察司僉事，後因父母逝世回鄉，弘治五年（1492年）服闋後調任廣東僉事，轉任副使，秩滿後辭官歸里，路經雷州時逝世，葬在雷州府邁廬嶺，後遷葬莆田醴泉里嵩山。

## 家族
李德美為唐朝江王李元祥二十四世孫，曾祖父工部主事李仕弘。祖父李廷明。父亲李誠中（墓志作李公玉）。母林氏，繼母蔡氏、陳氏。具慶下。正室恭人林氏，繼室恭人文昌柯氏，林氏生子某，柯氏生李克成、李克彥。

## 引用
1. 1 2 3  《按察僉事進士李公道軒墓志銘》：公姓李，諱德美，號道軒。福建莆田人，登明進士，任戶曹員外郎，唐高祖二十太子江國、諱元祥公二十四世孫。先進自泉州南安，遷莆田。其父諱公玉，號默庵，以賢孝稱。沒後，鄉邑中贈有輓詩帙並《風木圖》一卷。明宏治四年，公奉命出為廣東僉事。……五年度瓊，任按察司事副使。塗公裴，陳公朝彥，後學校風，獨興利除弊，無不畢舉。公從而酌成之，稱善治。蒞任五年，秩滿歸里，道經雷而卒。因葬於雷之邁廬嶺焉。公元配林恭人，次娶文昌縣柯恭人。林恭人生男一，歸莆田。柯恭人所生克成、克彥二公。……
2. 1 2  《成化十四年戊戌科進士登科錄》：李德美 貫福建興化府莆田縣，民籍。國子生。治《書經》字克美，行五，年二十九，十一月三十日生。曾祖仕弘，工部主事。祖廷明。父誠中。母林氏，繼母蔡氏、陳氏。具慶下。娶鄭氏。福建鄉試第四十七名，會試第一百五十七名。
3. ↑  乾隆《冀州志·卷九·職官上》：李德美 字克美，蒲田【莆田】進士，成化十五年任，多才有守，修廢補墜，省災恤眾勸善興學，士民仰賴至今，稱福建立李，此即成化十七年修志李公也。/sub>
4. ↑  《明憲宗純皇帝實錄·卷二百八十七》：（成化二十三年二月庚寅）陞……冀州知州李德美……俱為按察司僉事……德美廣西佐雲南。
5. ↑  《明孝宗敬皇帝實錄·卷五十九》：（弘治五年正月甲午）廣西按察司僉事李德美丁憂服闋，復除廣東按察司。
6. ↑  乾隆《莆田縣志·卷十三·選舉》：成化十年甲午（舉人）……李德美 字克美，士宏曾孫，儒士，戊戌進士……成化十四年戊戌曾彥榜……李德美 冀州知州，有治績，陞廣東僉事
7. ↑  乾隆《莆田縣志·卷四·建置》：僉事李德美墓 在醴泉里嵩山之陽